# Aishiteruze Baby
Aishiteruze Baby (jap. 愛してるぜ ベイベ★★ Aishiteru ze Beibe★★) – manga autorstwa Yōko Maki, znana również pod tytułem I Love You, Baby. Na jej podstawie studio TMS Entertainment i Animax stworzyły 26-odcinkowy serial anime, który emitowano od kwietnia do października 2004.

## Bohaterowie
- Kippei Katakura
- Yuzuyu Sakashita
- Kokoro Tokunaga
- Misako Katakura
- Reiko Katakura
- Miyako Sakashita
- Satsuki Katakura
- Aki Kagami i Motoki
- Miki Sakashita
- Marika i Ken
- Shin Tabata
- Natsu
- Aya Oga i Akari Oga
- Ayumi Kubota
- Itagaki
- Shouta Nashiya

## Manga
| Nr | Data wydania (język japoński) | ISBN (język japoński) |
| -- | ----------------------------- | --------------------- |
| 1  | 15 listopada 2002             | ISBN 4-08-856416-2    |
| 2  | 15 kwietnia 2003              | ISBN 4-08-856452-9    |
| 3  | 8 sierpnia 2003               | ISBN 4-08-856484-7    |
| 4  | 15 stycznia 2004              | ISBN 4-08-856515-0    |
| 5  | 14 maja 2004                  | ISBN 4-08-856536-3    |
| 6  | 15 października 2004          | ISBN 4-08-856565-7    |
| 7  | 15 marca 2005                 | ISBN 4-08-856594-0    |

## Anime
Manga Aishiteruze Baby została zaadaptowana na telewizyjny serial anime przez studio TMS Entertainment i Animax. Reżyserem był Masaharu Okuwaki, scenariusz napisał Genki Yoshimura, muzykę skomponowała Miki Kasamatsu, a za projekty postaci odpowiadali Junko Yamanaka i Masatomo Sudo. Motywem otwierającym było „Sunny Side Up”, natomiast końcowym „Nennensaisai” (jap. 年年歳歳). Oba utwory zostały zaśpiewane przez Yō Hitoto. 26-odcinkowa seria była emitowana w Japonii na kanale Animax od 3 kwietnia 2004 do 9 października 2004.